# Zajíc polární
Zajíc polární (Lepus arcticus) je druh zajíce přizpůsobený životu v horách a polárních krajích. Kdysi se považoval za poddruh zajíce běláka, ale nyní je veden za samostatný druh.
Jsou známy čtyři poddruhy:
- Lepus arcticus arcticus
- Lepus arcticus bangsii
- Lepus arcticus groenlandicus
- Lepus arcticus monstrabilis

## Rozšíření
Žije v tundře Grónska, severní části Kanady a Aljašky.

## Popis
Je přibližně 55 až 70 cm dlouhý a váží mezi 4 a 5,5 kg. Relativně k jeho velikosti má menší uši.
Během zimního období jeho srst zbělá, aby zajíci poskytla maskování ve sněhu.

## Strava
Zajíc polární většinou okusuje zdřevnatělé rostliny, ale nepohrdne ani pupeny, lesními plody, listy a trávou. Má výborný čich a za zasněženými rostlinami, kterými se živí, dokáže i hrabat do sněhu.